# Institut de recherche interdisciplinaire de Lille
L'Institut de recherche interdisciplinaire de Lille (IRI) est un laboratoire de recherche multi-disciplinaire de l'Université de Lille.
Il coopère avec les instituts de recherches universitaires de Lille et autres instituts internationaux, en particulier : 
- l'Institut de biologie de Lille (IBL), le groupe de recherche en bio-informatique de Lille,
- l'Institut national de la santé et de la recherche médicale (INSERM),
- l'Institut d'électronique de microélectronique et de nanotechnologie (IEMN),
- le Laboratoire PhLAM, le groupe de physique expérimentale de Lille
- le groupe de recherche des systèmes dynamiques non-linéaires du Laboratoire d'automatique, génie informatique et signal (LAGIS) de l'École centrale de Lille
- le Laboratoire Paul-Painlevé
- le Laboratoire d'informatique fondamentale de Lille (LIFL) et l'Institut de recherche sur les composants logiciels et matériels pour l'information et la communication avancée de Lille (IRCICA).
- Cet Institut n'existe plus depuis le 1er janvier 2015. Les équipes qui le composaient ont été rattachées à différentes unités de recherche associées au CNRS sur le campus Cité Scientifique de l'Université de Lille à Villeneuve d'Ascq: l'Unité de Glycobiologie Structurale et Fonctionnelle (UGSF: http://ugsf-umr-glycobiologie.univ-lille1.fr/index.php); le Laboratoire PhLAM et l'Institut d'électronique de microélectronique et de nanotechnologie (IEMN).

Ce site est desservi par la station de métro Quatre Cantons - Stade Pierre-Mauroy.

## Axes de recherche
- chromatinomique
- systèmes épigénomiques
- nano-systèmes biologiques
- bio-interfaces
- bio-photonique
- dynamique multicellulaire